# مينير (إلينوي)
مينير (بالإنجليزية: Minier)‏ هي منطقة سكنية تقع في الولايات المتحدة في مقاطعة تيزويل. يقدر عدد سكانها بـ 1,244 نسمة .

## الموقع الجغرافي
الموقع الجغرافي للمناطق المحيطة بهذه النقطة هو كالتالي: